# 시게하라 다케히토
시게하라 다케히토(일본어: 茂原 岳人, 1981년 10월 6일 ~ )는 일본의 전 축구 선수이다.

## 구단 경력
과거 비셀 고베, 가와사키 프론탈레, 가시와 레이솔, 산프레체 히로시마, 방포레 고후에서 활동하였다.